# سايمور ليبتون
سايمور ليبتون (بالإنجليزية: Seymour Lipton)‏ هو نحات أمريكي، ولد في 6 نوفمبر 1903 في نيويورك في الولايات المتحدة، وتوفي في 15 ديسمبر 1986 في غلين كوف في الولايات المتحدة.

## وصلات خارجية
- سايمور ليبتون على موقع الموسوعة البريطانية (الإنجليزية)
- سايمور ليبتون على موقع ديسكوغز (الإنجليزية)